# Xã Bear Grove, Quận Fayette, Illinois
Xã Bear Grove (tiếng Anh: Bear Grove Township) là một xã thuộc quận Fayette, tiểu bang Illinois, Hoa Kỳ. Năm 2010, dân số của xã này là 599 người.